# Cisterna magna
De cisterna magna, of cisterna cerebellomedullaris, is de grootste opening in de subarachnoïdale ruimte van de hersenen, tussen het spinnenwebvlies en het zachte hersenvlies. De cisterna magna bevindt zich tussen het cerebellum en de rugzijde van de medulla oblongata. Hersenvocht dat wordt aangemaakt in het vierde ventrikel loopt naar de cisterna magna.
De andere twee grote cisternae zijn de cisterna pontina en de cisterna interpeduncularis.
Hoewel hersenvocht doorgaans via een lumbaalpunctie wordt verkregen, wordt in enkele gevallen gekozen voor een punctie in de cisterna magna.